# 狭长狡蛛
狭长狡蛛（学名：Dolomedes angustivirgatus）为盗蛛科狡蛛属的动物。分布于日本以及中国大陆的贵州、四川等地。该物种的模式产地在日本。